# Ежен Шнайдер
Жозеф Ежен Шнайдер (фр. Joseph Eugène Schneider; 29 березня 1805 — 27 листопада 1875) — французький промисловець, в 1836 році разом з братом Адольфом Шнайдером заснував компанію «Schneider Electric».

## Біографія
Шнайдер народився 29 березня 1805 року в Бідестроффі, в департаменті Мозель, Франція.
Шнайдер отримав монополію на постачання зброї французькому уряду, постачав матеріали для будівництва залізниць, заохочує державою і став президентом Палати депутатів, а також міністром сільського господарства і торгівлі.
Був удостоєний ордена Почесного Легіону.
Помер 27 листопада 1875 року в Парижі і був похований в церкві Сан Шарль в Ле Крезо (Сона і Луара).
Його ім'я внесено до списку 72-х найвидатніших учених Франції, поміщеного на першому поверсі Ейфелевої вежі.